# پاول کارچگین
پاول کارچگین (روسی: Павел Корчагин) فیلمی روسی به کارگردانی الکساندر آلوف و ولادیمیر نائوموف است که در سال ۱۹۵۶ منتشر شد.

## بازیگران
- واسیلی لاناوی
- آدا روگفتسیوا
- نیکولای گرینکو
- لئونید پارخامنکو
- یوگنی مورگونوف
- والنتینا تیلیگینا